# Okres Svitavy
Der Okres Svitavy (Bezirk Zwittau) befindet sich im Pardubický kraj (Region Pardubitz, Tschechien), hat eine Fläche von 1.379 km² und ist somit der größte Bezirk im Kreis, in dem 104.576 Einwohner (Stand 1. Januar 2023) in 116 Gemeinden und sieben Städten leben. Etwa 60 % der Fläche nimmt landwirtschaftlich urbarer Boden ein, 31 % Waldgebiete.
Die Region ist landwirtschaftlich und industriell gemischt. Zu den wichtigsten Branchen gehören die Lebensmittel- und Textilindustrie, Metallverarbeitung, Maschinenbau und die Herstellung von Haushaltsartikeln. Die Arbeitslosigkeit gehört mit 14,9 % zu den höchsten im Land.

## Sehenswürdigkeiten
Zu den touristisch interessanten Zielen gehören:
- Burg Svojanov
- Erhaltene mittelalterliche Stadtmauer von Polička
- Renaissance-Stadtkern des Stadtdenkmals Moravská Třebová
- Geschütztes Naturgebiet Žďárské vrchy
- Schloss Litomyšl, ein Welterbe der UNESCO sowie die Stadt selbst.

Die Region ist Mitglied in der Euroregion Glacensis.
Am 1. Januar 2007 kamen die Gemeinden Němčice, Sloupnice und Vlčkov aus dem Okres Ústí nad Orlicí hinzu.

## Städte und Gemeinden
Banín – Bělá nad Svitavou – Bělá u Jevíčka – Benátky – Bezděčí u Trnávky – Biskupice – Bohuňov – Bohuňovice – Borová – Borušov – Brněnec – Březina – Březinky – Březiny – Březová nad Svitavou – Budislav – Bystré – Cerekvice nad Loučnou – Čistá – Desná – Dětřichov – Dětřichov u Moravské Třebové – Dlouhá Loučka – Dolní Újezd – Gruna – Hartinkov – Hartmanice – Horky – Horní Újezd – Hradec nad Svitavou – Chmelík – Chornice – Chotěnov – Chotovice – Chrastavec – Janov – Janůvky – Jaroměřice – Jarošov – Javorník – Jedlová – Jevíčko – Kamenec u Poličky – Kamenná Horka – Karle – Koclířov – Korouhev – Koruna – Křenov – Kukle – Kunčina – Květná – Lavičné – Linhartice – Litomyšl – Lubná – Makov – Malíkov – Městečko Trnávka – Mikuleč – Mladějov na Moravě – Morašice – Moravská Třebová – Nedvězí – Němčice – Nová Sídla – Nová Ves u Jarošova – Oldřiš – Opatov – Opatovec – Osík – Pohledy – Polička – Pomezí – Poříčí u Litomyšle – Příluka – Pustá Kamenice – Pustá Rybná – Radiměř – Radkov – Rohozná – Rozhraní – Rozstání – Rudná – Rychnov na Moravě – Řídký – Sádek – Sebranice – Sedliště – Sklené – Slatina – Sloupnice – Staré Město – Stašov – Strakov – Suchá Lhota – Svitavy – Svojanov – Široký Důl – Študlov – Telecí – Trpín – Trstěnice – Tržek – Třebařov – Újezdec – Útěchov – Vendolí – Vidlatá Seč – Víska u Jevíčka – Vítějeves – Vlčkov – Vranová Lhota – Vrážné – Vysoká – Želivsko